# Sinfonía n.º 5 (Nielsen)
La Sinfonía n.º 5 op. 50 es una sinfonía del compositor danés Carl Nielsen compuesta entre 1920 y 1922. Se estrenó el 24 de enero de 1922 en Copenhague dirigida por el mismo compositor. Es la segunda de las seis sinfonías del autor que no lleva un subtítulo.
La obra tiene sólo dos movimientos, en vez de tres o cuatro, número acostumbrado en la composición de sinfonías. Al estar escrita luego de finalizar la Primera Guerra Mundial pueden observarse elementos bélicos en la composición.

## Composición
No se sabe que es lo que inspiró a Nielsen para escribir su quinta sinfonía como tampoco se sabe exactamente cuando empezó a componerla, aunque se cree que el primer movimiento fue compuesto en la localidad de Humlebæk durante el invierno y el verano de 1921.  Luego permaneció en su casa en Skagen a principios de verano, para trasladarse a la casa de un amigo a fines de julio en donde terminó su cantata Fynsk Foraar, y recién pudo retomar el segundo movimiento de la sinfonía en septiembre, en la ciudad de Gotemburgo donde trabajó como director de orquesta.
Nielsen logró terminar la sinfonía el 15 de enero de 1922. La dedicó a sus amigos Vera y Carl Johan Michaelsen y fue estrenada tan sólo nueve días más tarde con el mismo compositor como director, en Copenhague.

## Análisis
La quinta sinfonía es una obra de principios del siglo XX y es considerada modernista. 
La edición original de la partitura de la obra indica que está orquestada para 3 flautas, 2 oboes, 2 [clarinetes], 2 fagots, 4 trompas, 3 trompetas, 3 trombones, una tuba, un timbal, platillos, triángulo, pandereta, caja, celesta y cuerdas. En la edición editada en 1950 se cambian la tercera flauta por una flauta en sol y el segundo fagot por un contrafagot, aunque estos cambios son descartados en la última edición de 1998.
La quinta sinfonía tiene dos movimientos y es la única vez en la que Nielsen usa esta estructura.